# 克劳迪奥·蒙特威尔第
克劳迪奥·乔瓦尼·安东尼奥·蒙特威尔第（1567年5月15日受洗—1643年11月29日），意大利作曲家、合唱指挥、弦樂器演奏家。他创作世俗音樂和宗教音乐，并且是歌剧发展的先驱，被认为是音乐史上连接文艺复兴音乐和巴洛克音乐的关键过渡人物。
蒙特威尔第出生于克雷莫納，在那里开始他的音乐学习和创作。他的职业生涯首先在曼托瓦宫廷发展（约1590年–1613年），之后直到去世都在威尼斯共和国，担任聖馬爾谷聖殿宗主教座堂的乐长。他留存下来的信件让我们得以了解当时意大利职业音乐家的生活，包括收入、赞助、政治方面的问题。
蒙特威尔第的大量作品（尤其许多舞台作品）已经遗失。他现存的音乐作品包括九册牧歌、大型宗教作品（如1610年的《圣母晚祷》），以及三部完整的歌剧。他的《奧菲歐》（1607年）是仍广泛演出的歌剧中创作时间最早的之一；他晚年则为威尼斯创作了一些作品，包括《尤利西斯归国》和《波佩亞的加冕》。
虽然他的大量作品延续了早期文艺复兴複音音樂的传统（这在他的牧歌中有所体现），但他革新了曲式和旋律，且首先使用巴洛克时期的通奏低音技术。他不惧争议，为自己新颖的技法辩护，称之为“第二实践”，与他称为“第一实践”的更为正统的早期风格相对。在18至19世纪的大部分时间里，他的作品几乎被遗忘，直到20世纪初才重新被发现。现在，他已被确立为欧洲音乐史上重要的影响者，他的作品也经常被演奏和录制。

## 生平

### 克雷莫纳：1567年–1591年
蒙特威尔第于1567年5月15日在克雷莫纳的圣纳扎罗和切尔索教堂受洗。登记簿上记录他的名字为“克劳迪奥·祖安·安东尼奥”，是“巴尔达萨尔·蒙德韦尔多先生”的儿子。他是药剂师巴尔达萨雷·蒙特威尔第和他的第一任妻子马达莱娜（原姓齐尼亚尼）的第一个孩子；他们在前一年初结婚。克劳迪奥的弟弟朱利奥·切萨雷·蒙特威尔第（生于1573年）后来也成为音乐家；巴尔达萨雷与马达莱娜和他随后于1576年或77年再婚的妻子还生育了另外两个弟弟和两个妹妹。克雷莫纳靠近威尼斯共和国的边界，距离曼切華公國控制的土地也不远，蒙特威尔第后来正是在这两个地方发展他的事业。

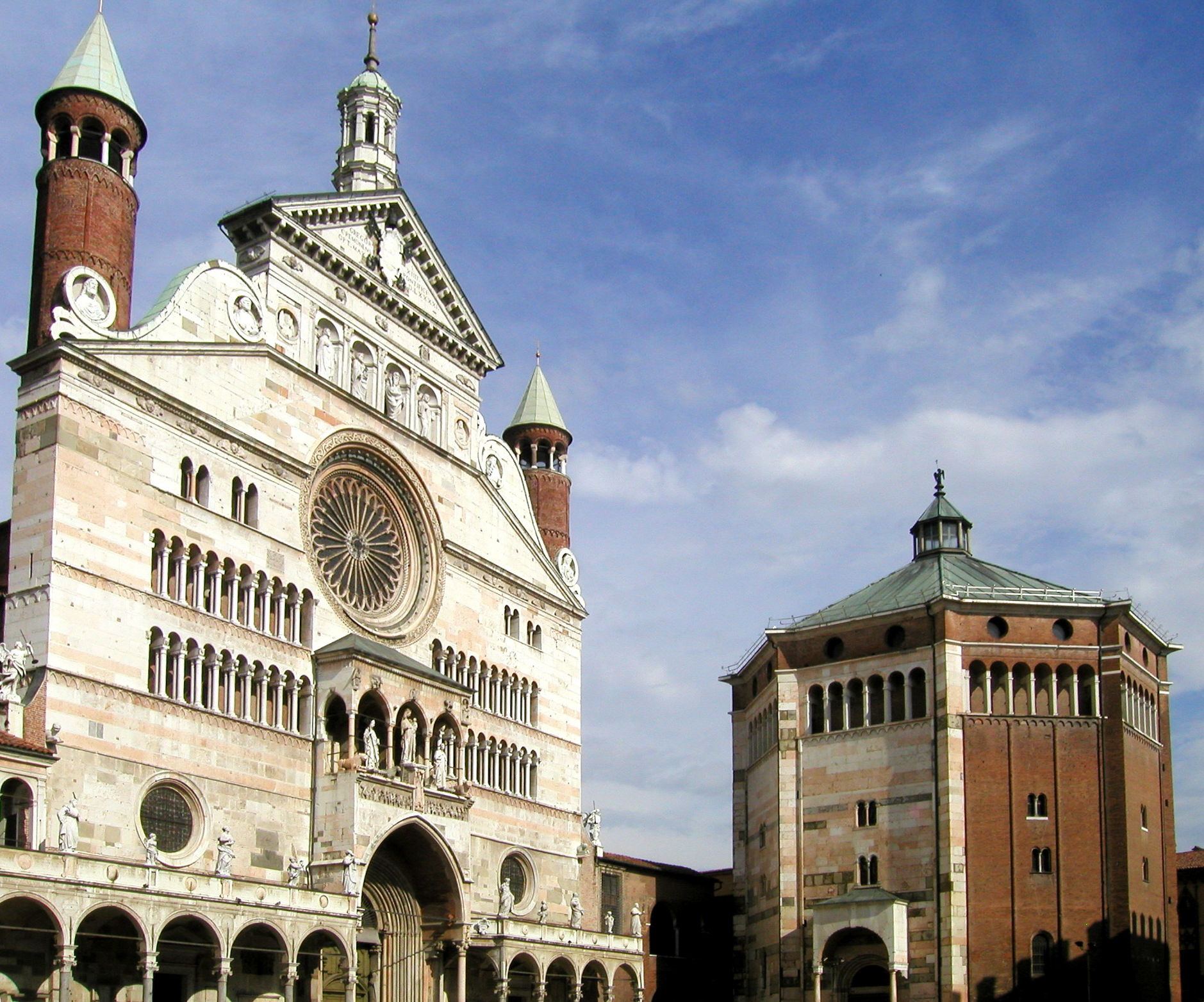
蒙特威尔第的老师担任克雷莫纳主教座堂（图）的乐长

关于蒙特威尔第早期音乐训练的明确记录很少，也没有证据表明（如有时所声称的）他是教堂合唱团的成员或在克雷莫纳大学学习。蒙特威尔第的第一部出版作品是三声部經文歌集《圣歌》（拉丁語：Sacrae cantiunculae），于1582年在威尼斯出版，当时他年仅15岁。在这部作品和其他早期出版物中，他称自己是马克安东尼奥·因杰涅里的学生，因杰涅里从1581年（也可能从1576年）到1592年担任克雷莫纳主教座堂的乐长。音乐学家蒂姆·卡特推断，因杰涅里“授予了他坚实的对位法和作曲基础”，而且蒙特威尔第还学习了歌唱和维奥尔族乐器的演奏。
蒙特威尔第的早期出版物也证明了他在年轻时就与克雷莫纳以外的地方有联系。他的第二部出版作品《圣灵牧歌》（義大利語：Madrigali spirituali，1583年）在布雷西亚出版。根据他的传记作者保罗·法布里的说法，他接下来的作品（他首次出版的世俗作品）是数册五声部牧歌：“[牧歌]是任何16世纪后半叶的作曲家不可避免的试验场......当时最重要的世俗音乐体裁。”第一册牧歌（1587年，威尼斯）献给了维罗纳的马尔科·韦里塔伯爵；第二册牧歌（1590年，威尼斯）献给了米兰元老院主席贾科莫·里卡尔迪，1587年蒙特威尔第曾为他演奏过臂式提琴。

### 曼托瓦：1591年–1613年

#### 宫廷音乐家

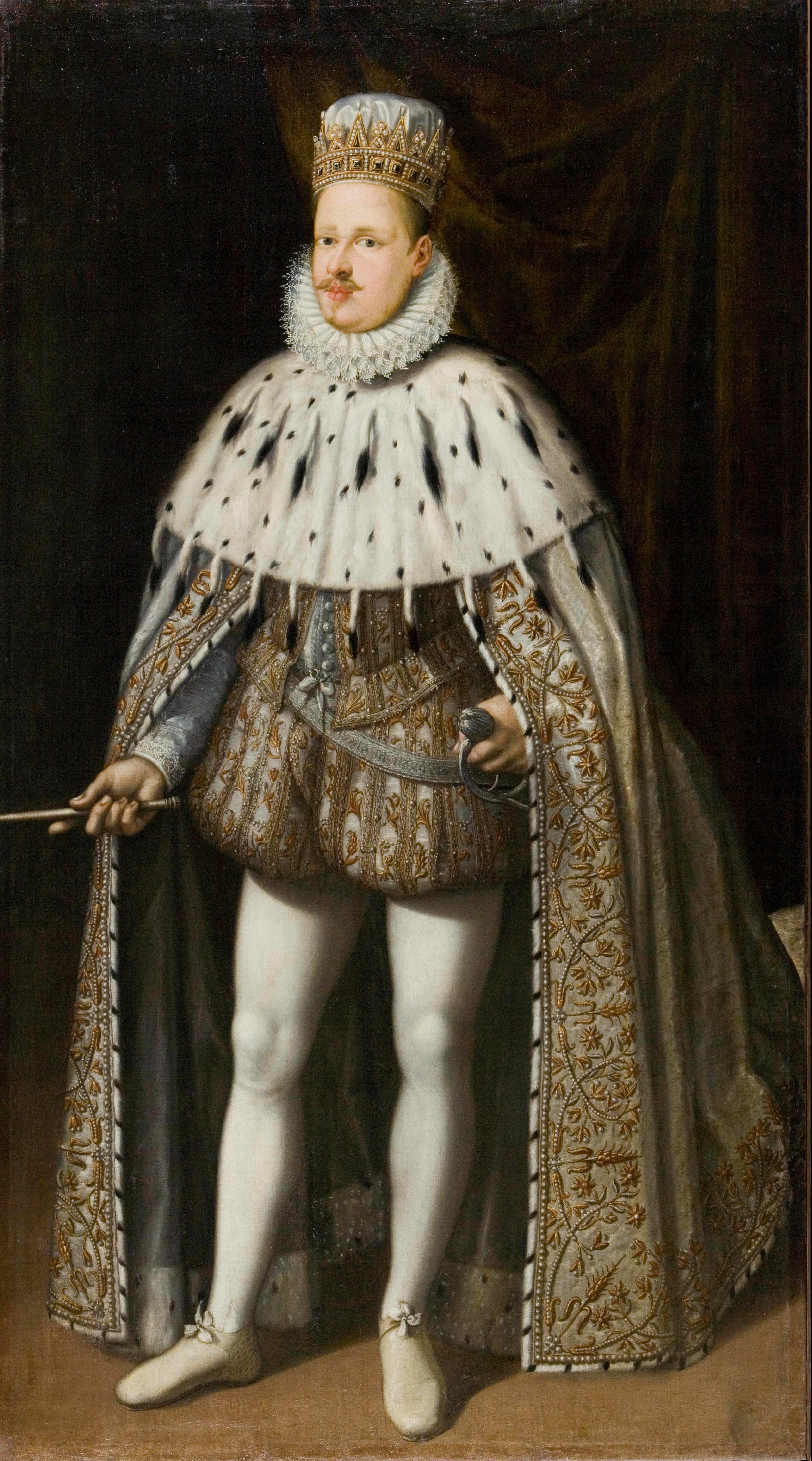
让南·巴于埃1587年所绘溫琴佐一世·貢扎加肖像

在第二册牧歌的献词中，蒙特威尔第自称是“vivuola”（可能指维奥尔琴或臂式提琴）的演奏者。1590年或1591年，他进入曼托瓦公爵溫琴佐一世·貢扎加的宫廷服务；他在献给公爵的第三册牧歌（1592年，威尼斯）中回忆道：“高贵的vivuola演奏为我打开了为您服务的幸运之路。”在同一献词中，他将自己的乐器演奏比作“花朵”，而他的作品则是“果实”，随着成熟“可以更称职、更完美地为您服务”，表明他有意成为作曲家。
温琴佐公爵热衷于将他的宫廷建立为音乐中心，并试图招募杰出的音乐家。当蒙特威尔第到达曼托瓦时，宫廷的乐长是佛兰德音乐家贾切斯·德·韦尔特。这一时期宫廷中其他著名音乐家包括作曲家和提琴家萨拉莫内·罗西、其妹妹欧罗巴·罗西和弗朗切斯科·拉西。1599年，蒙特威尔第与宫廷歌手克劳迪娅·德·卡塔内斯结婚；他们有三个孩子，两个儿子（弗朗切斯科，生于1601年；马西米利亚诺，生于1604年），还有一个女儿在1603年出生后不久夭折。蒙特威尔第的弟弟朱利奥·切萨雷于1602年加入宫廷音乐家行列。
1596年韦尔特去世后，贝内代托·帕拉维奇诺继任乐长，但温琴佐显然高度重视蒙特威尔第，曾指派其陪同他远征至匈牙利（1595年），并于1599年一同访问了佛兰德。据朱利奥·切萨雷报告，蒙特威尔第在佛兰德斯帕镇了解到“法国风格的歌唱”（義大利語：canto alla francese），并将其带回意大利。（这个词的确切含义有争议，但可能指加布里埃洛·基亚布雷拉的诗歌，蒙特威尔第使用了其中一些创作了《音乐谐谑》（義大利語：Scherzi musicali）；这些诗歌受法国影响，偏离了传统的9或11音节的意大利诗行风格。）蒙特威尔第可能于1600年陪同了温琴佐前往佛罗伦萨参加玛丽·德·美第奇与法国亨利四世的婚礼，在庆祝活动中，雅各布·佩里的《欧律狄刻》（现存最早的歌剧）首次演出。1601年帕拉维奇诺去世后，蒙特威尔第成为乐长。

#### 阿图西争议和第二实践

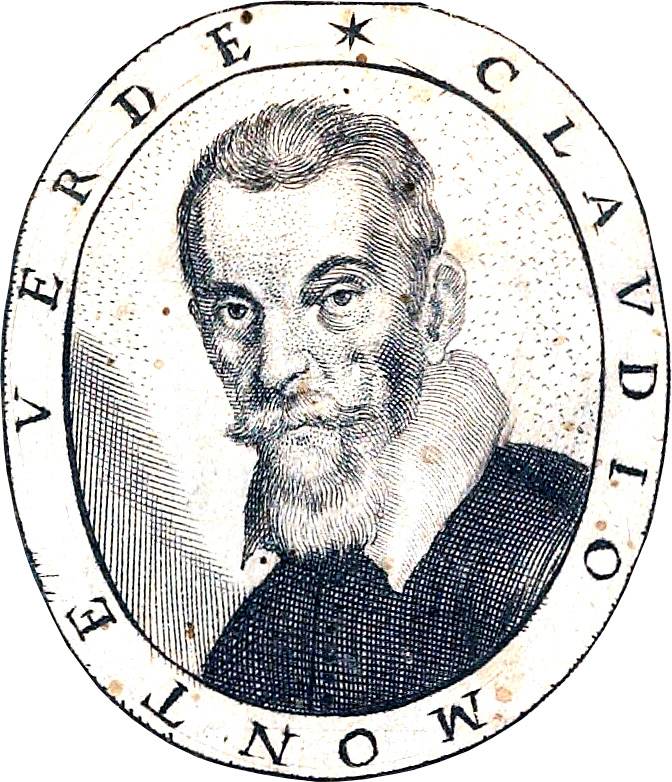
克劳迪奥·蒙特威尔第唯一确定的肖像，出自《诗之花》（Fiori poetici）的扉页，这是一本1644年出版的、为他的葬礼而作的纪念诗集

在16–17世纪之交，蒙特威尔第的音乐成为争议的焦点。高声望的博洛尼亚理论家喬瓦尼·阿圖西在1600年的著作《阿图西文集，或当前音乐的不完善处》（義大利語：L'Artusi, overo Delle imperfettioni della moderna musica）中抨击了蒙特威尔第的音乐，但并未指名，并在1603年发表了续篇。阿图西引用了蒙特威尔第尚未出版的作品片段（这些后来成为他1603年、1605年第四、第五册牧歌的一部分），谴责其和声使用和调式创新，捍卫16世纪正统的複音音樂。阿图西试图就这些问题与蒙特威尔第通信；蒙特威尔第拒绝回应，但匿名支持者“迟钝学者“（義大利語：L'Ottuso Academico）为他辩护。最终，蒙特威尔第在第五册牧歌的序言中回复说，他碍于宫廷事务，无法做出详细回应；但在给“好学的读者“的注释中，他声称将很快出版回应《第二实践，或当前音乐的完善处》（義大利語：Seconda Pratica, overo Perfettione della Moderna Musica）。这部作品从未问世，但朱利奥·切萨雷后来的一篇文章清楚表明，蒙特威尔第认为自己所捍卫的第二实践并非激进的变革或自己的发明，而是从先前风格（第一实践）演变而来，是对其的补充。
无论如何，这场辩论似乎提高了蒙特威尔第的知名度，导致他的早期牧歌被再版。他的一些牧歌于1605–06年间在哥本哈根出版，诗人托马索·斯蒂利亚尼在1605年的诗作《哦，河流的塞壬》（義大利語：O sirene de' fiumi）中歌颂他。牧歌喜剧作曲家和理论家阿德里亚诺·班基耶里在1609年写道：“我不得不提到最高贵的作曲家，蒙特威尔第……他的表现力确实值得最高赞扬，我们在其中发现了无数歌词与音乐完美结合的范例……相匹配的和声使其更上一层楼。”现代音乐历史学家马西莫·奥西提出了阿图西事件与蒙特威尔第艺术发展的关系：“如果说这场争议似乎定义了蒙特威尔第的历史地位，它也似乎是关于音乐风格到1600年为止的发展，而蒙特威尔第已经超越这些发展。”
蒙特威尔第承诺发表解释性论文《第二实践》却最终没有发表，这可能是蓄意的策略：按照蒙特威尔第的计算，到1608年第二实践会完全确立，阿图西应该也已经完全接受当代音乐的趋势，蒙特威尔第不需要重新讨论这个问题。不过，1632年蒙特威尔第给乔万尼·巴蒂斯塔·多尼的信表明，他仍在准备题为《旋律》（義大利語：Melodia）的论文来为第二实践辩护，他可能在这生命的最后十年仍在撰写这部作品。

#### 歌剧、冲突、离开

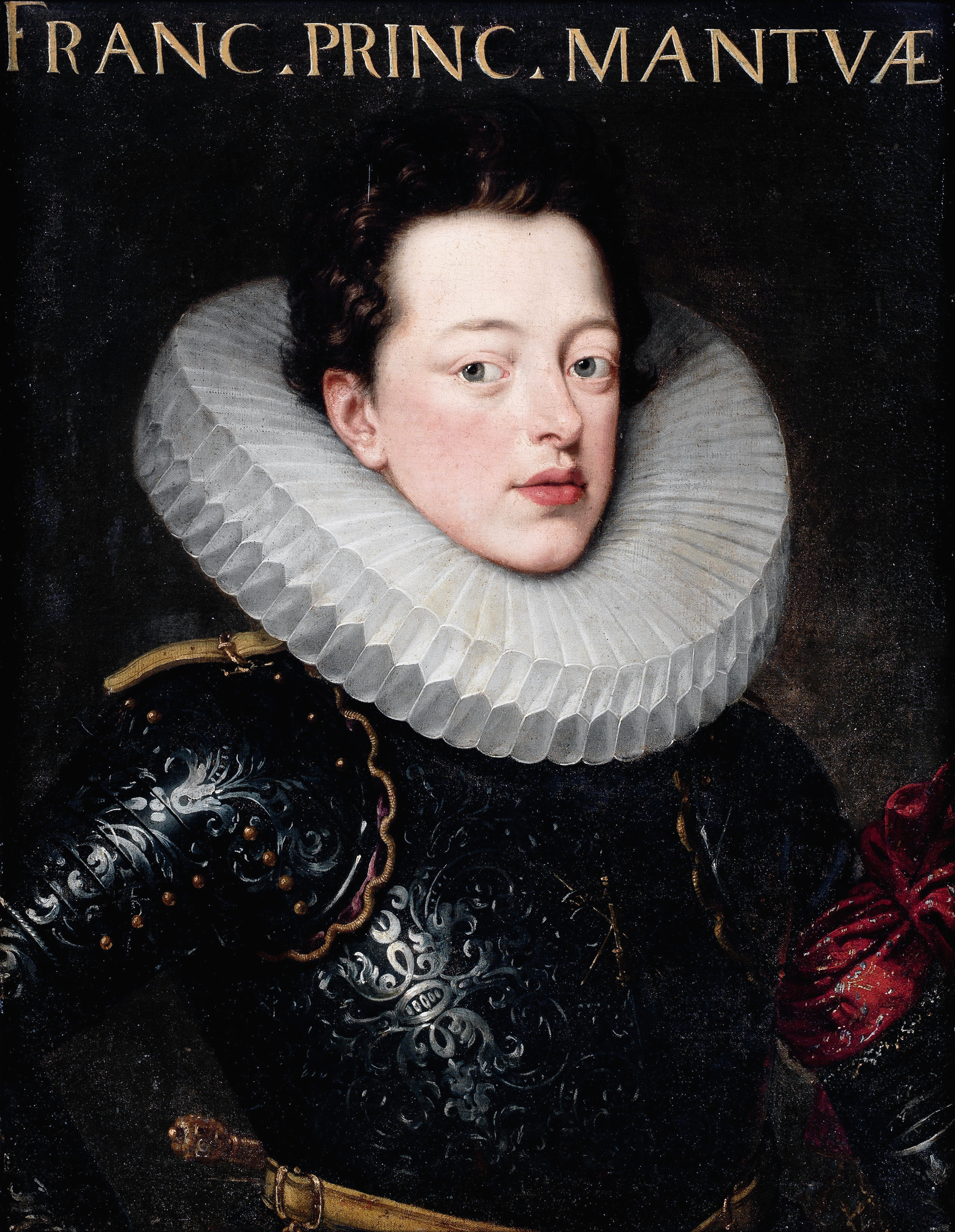
小弗兰斯·波尔伯斯工作室所绘法蘭西斯科四世·貢扎加肖像

1606年，温琴佐的继承人法兰西斯科委托蒙特威尔第为1607年的狂欢季创作歌剧《奧菲歐》，剧本由小亚历山德罗·斯特里利奥撰写。该歌剧于1607年2月和3月上演了两场；参演1600年温琴佐出席的《欧律狄刻》首演的拉西这次演唱剧中奥菲欧一角。1608年，为庆祝法兰西斯科与萨伏依的玛格丽特结婚，蒙特威尔第又创作了歌剧《阿里阿德涅》（剧本由奥塔维奥·里努奇尼撰写）。这部歌剧的所有音乐都已遗失，只剩下极为流行的《阿里阿德涅的悲叹》。这一时期还包括芭蕾舞剧《负心女之舞》。
上述作品的创作让蒙特威尔第倍感疲惫，而个人生活的悲剧使其雪上加霜。他的妻子于1607年9月去世，而原定演唱阿里阿德涅一角的年轻歌手卡泰丽娜·马丁内利于1608年3月死于天花。蒙特威尔第对贡扎加家族日益菲薄的俸禄亦心怀芥蒂。1608年，他回到克雷莫纳休养，并在当年11月给温琴佐的大臣安尼巴莱·基耶皮奥写了一封痛苦的信，要求“体面的解雇”，但未能如愿。尽管公爵提高了蒙特威尔第的薪水和养老金，蒙特威尔第也回来继续他在宫廷的工作，但他开始寻求其他地方的赞助。1610年出版献给教皇保祿五世的《圣母晚祷》后，他访问了罗马，希望让儿子弗朗切斯科进入神學院，同时似乎也是寻找其他就业机会。同年，他可能为了就业还访问了威尼斯，那里正在印刷大量他的教会音乐。
温琴佐公爵于1612年2月18日去世。当法兰西斯科继位时，宫廷阴谋和开支削减同时导致蒙特威尔第和他的弟弟朱利奥·切萨雷被解雇，两人几乎一贫如洗地回到克雷莫纳。尽管法兰西斯科本人于1612年12月死于天花，蒙特威尔第也无法重新获得其继任者、弟弟費迪南多·貢扎加的青睐。1613年，在朱利奥·切萨雷·马丁嫩戈去世后，蒙特威尔第前去参加威尼斯聖馬爾谷聖殿宗主教座堂乐长职位的面试，为此他提交了一部弥撒曲。他于1613年8月被任命，并获得50达克特供开销，但是在返回克雷莫纳的途中，他在桑圭内托被强盗抢劫，连同其他随身物品一起丢失。

### 威尼斯：1613年–1643年

#### 成熟期：1613年–1630年

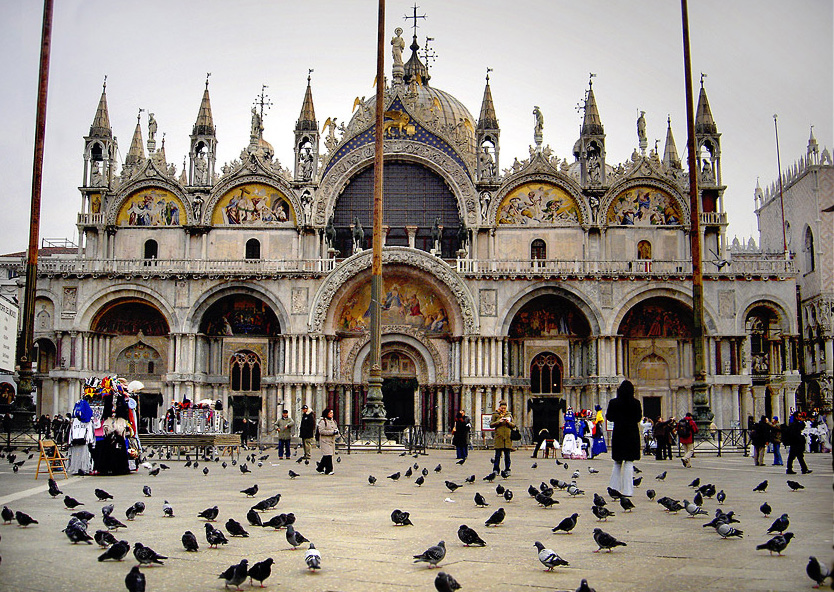
威尼斯聖馬爾谷聖殿宗主教座堂

马蒂嫩戈去世前久病，圣马尔谷教堂的音乐状况岌岌可危，合唱团不受关注且疏于管理。蒙特威尔第到任时，他的主要责任是招募、培训、规范、管理圣马尔谷乐团（義大利語：capella）的约30名歌手和6名乐器演奏家（重大活动时可增加人数）。合唱团的新成员中包括弗朗切斯科·卡瓦利，他于1616年加入，时年14岁；他终生与圣马尔谷保持联系，并与蒙特威尔第建立了密切的关系。蒙特威尔第还致力于扩大曲目，不仅包括传统的罗马和佛兰德作曲家的無伴奏合唱，还包括他喜欢的现代风格的作品，使用通奏低音和其他乐器。除此之外，他自然还需要为教会所有重大节日创作音乐。这包括每年为十字日和平安夜创作新的弥撒曲，为威尼斯总督创作康塔塔，以及许多其他作品（其中大多已经失传）。蒙特威尔第还可以自由地接受威尼斯其他教堂和赞助人的委托（经常是国宴音乐）来获取收入。圣马尔谷行政长官们满意蒙特威尔第的工作，1616年将他的年薪从300达克特提高到400。
威尼斯共和国给予他的自由与曼托瓦的宫廷政治问题之间的差距反映在蒙特威尔第给斯特里利奥的信中：他在1620年3月13日的信中拒绝了回到曼托瓦的邀请，赞美他在威尼斯的现有职位和财务状况，并提到曼托瓦仍欠他的养老金。尽管如此，作为曼托瓦公民，他接受了新公爵费迪南多的委托；费迪南多于1616年正式放弃樞機职位来承担国事。这些委托包括舞剧《提尔西和克洛丽》（義大利語：Tirsi e Clori，1616年）和《阿波罗》（1620年）、歌剧《安德洛墨达》（1620年）以及为费迪南多与卡泰丽娜·德·美第奇的婚礼创作的幕间剧《忒提斯的婚礼》（義大利語：Le nozze di Tetide，1617年）。蒙特威尔第创作这些作品时大多严重拖延——一是他不愿优先处理这些作品，二是宫廷要求的不断变化，这从现存的通信中可以看出。除了《提尔西和克洛丽》（收录在1619年出版的第七册牧歌中，并献给公爵夫人卡泰丽娜，作曲家因此收到了公爵夫人赠送的珍珠项链）外，这些作品都已失传。随后一份重要委托是根据朱利歐·史特羅齊的剧本创作的歌剧《佯疯女利科丽》（義大利語：La finta pazza Licori），是为于1626年继位费迪南多的温琴佐二世完成的，但由于他的病（他于1627年去世），这部作品从未演出，现在也已失传。

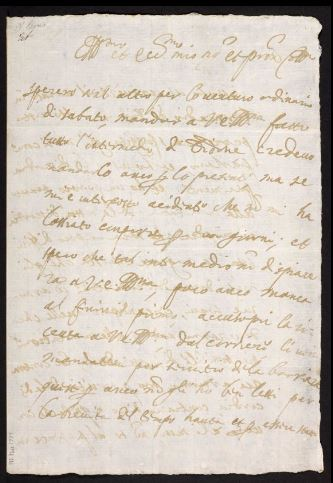
蒙特威尔第1627年9月18日写给恩佐·本蒂沃利奥的信，提到了他的“间奏曲《狄多与埃涅阿斯》（Didone ed Enea）”，是奧多阿爾多一世·法爾內塞委托他创作的五首间奏曲中的一首

蒙特威尔第还接受了来自其他意大利州及其在威尼斯社区的委托，包括1620年为米兰社区创作的圣嘉祿·鮑榮茂节日音乐，以及为佛罗伦萨社区创作的科西莫二世·德·美第奇的安魂彌撒（1621年）。蒙特威尔第代表布拉恰诺公爵保罗·焦尔达诺二世安排出版克雷莫纳音乐家弗朗切斯科·彼得雷蒂的作品。贵族吉罗拉莫·莫切尼戈是蒙特威尔第在威尼斯的私人赞助人之一，基于托尔夸托·塔索《耶路撒冷的解放》情节的戏剧娱乐《坦克雷迪与克洛琳达之战》于1624年在他家首演。1627年，蒙特威尔第收到了帕尔马公爵奧多阿爾多一世·法爾內塞的一系列重要委托，并获得行政长官的许可于1627–28年间在那里逗留。
蒙特威尔第的指挥引起了外国访客的注意。荷兰外交官和音乐家康斯坦丁·惠更斯在参加圣乔瓦尼和卢恰教堂的晚祷礼拜后写道：“这是我此生听过最完美的音乐。它由最著名的克劳迪奥·蒙特威尔第指挥……他也是作曲家，伴奏包括四把西奥伯琴、两支木管号、两支巴松管、一把巨大的低音提琴（義大利語：basso de viola）、管风琴和其他乐器……”1625年，蒙特威尔第为几年来一直试图招徕他去华沙的波兰王储瓦迪斯瓦夫四世·瓦萨访问威尼斯创作了一部弥撒曲以及娱乐音乐。1625年7月，当诺伊堡伯爵沃夫冈·威廉微服私访威尼斯时，蒙特威尔第也为其创作了室内乐。
1625–26年间蒙特威尔第与曼托瓦朝臣埃尔科莱·马里利亚尼的通信显示了他对炼金术的兴趣，他似乎将其作为一种爱好。他讨论了将铅转化为金的实验、制汞时遇到的问题，并提到从穆拉诺岛的玻璃工厂订购特殊容器用于他的实验。
尽管蒙特威尔第在威尼斯的整体情况令人满意，但他时不时地遇到个人问题。有一次（可能是因为他交际广泛）他被匿名举报至威尼斯当局，指控他支持哈布斯堡王朝。他也为他的孩子们感到焦虑。1619年，蒙特威尔第觉得儿子弗朗切斯科在帕多瓦大學学习法律时耽于音乐，将他转至博洛尼亚大学却无果，最终似乎同意他从事音乐——他于1623年加入了圣马尔谷的合唱团。1627年，他的另一个儿子马西米利亚诺学医毕业后因为阅读禁书在曼托瓦被宗教裁判所逮捕。蒙特威尔第不得不卖掉公爵夫人卡泰丽娜赠送的项链来支付儿子的辩护费用，最终胜诉。蒙特威尔第当时写信给斯特里利奥寻求帮助，担心马西米利亚诺可能会受酷刑；斯特里利奥的干预似乎是有帮助的。蒙特威尔第也因财务压力而回到克雷莫纳，试图找一份法政牧師的工作。

#### 停顿和神职：1630年–1637年
1630年前后，一系列令人不安的事件扰乱了蒙特威尔第的世界。1630年，哈布斯堡军队入侵并围困了瘟疫肆虐的曼托瓦，7月攻陷后洗劫了其珍宝，并驱散了艺术界。瘟疫通过由斯特里利奥率领的使团被带到曼托瓦的盟友威尼斯，在16个月的时间里导致超过45000人死亡，使威尼斯的人口在1633年降至约十万，是约150年来的最低水平。蒙特威尔第在圣马尔谷的助手、杰出的作曲家亚历山德罗·格兰迪在瘟疫中去世。瘟疫和战争不可避免地损害了威尼斯的经济和艺术生活。蒙特威尔第的弟弟朱利奥·切萨雷也在这时去世，大概是因为瘟疫。
此时蒙特威尔第已经60多岁，他的创作速度似乎有所减慢。1630年，他基于史特罗齐的《被掳的普洛塞庇娜》（義大利語：Proserpina rapita）为莫切尼戈家族的婚礼创作了同名歌剧，现在除了一段三重唱外已经失传。同年，他为圣马尔谷创作了一首祈求解除瘟疫的弥撒曲，于1631年11月演出。他的《音乐谐谑》于1632年在威尼斯出版。1631年，蒙特威尔第接受了剪髮禮，1632年被任命为执事，后来成为神父。尽管这些仪式在威尼斯举行，但他被提名为克雷莫纳教区的成员；这可能意味着他打算在那里退休。

#### 晚年绽放：1637年–1643年

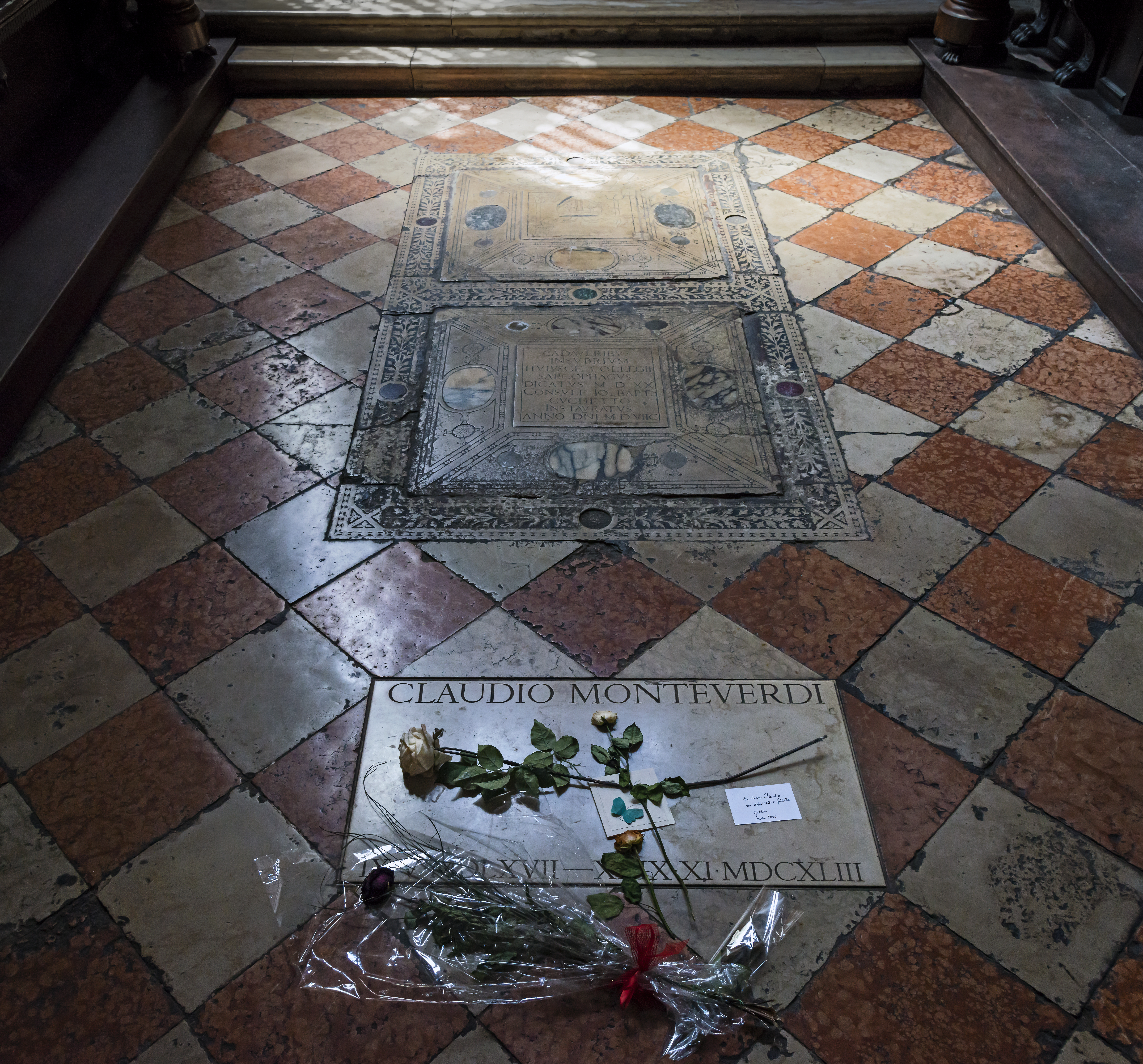
蒙特威尔第墓，位于圣方济会荣耀圣母圣殿

1637年，欧洲第一家公共歌剧院圣加西盎剧院开幕，这为威尼斯的音乐生活注入新的活力，也恰逢蒙特威尔第的创作新高潮。1638年，他出版了第八册牧歌，并修订了《负心女之舞》。第八册牧歌包含舞曲《苍穹旋转》（義大利語：Volgendi il ciel），可能是早先专为神圣罗马帝国皇帝斐迪南三世创作的，整册牧歌出版时也题献给他。1640–41年间，蒙特威尔第的大型教会音乐集《道德与圣灵之森》出版。除此之外，他还在1637–38年间为史特罗齐在威尼斯的“和音学院”（義大利語：Accademia degli Unisoni）创作音乐，1641年为皮亚琴察宫廷创作了芭蕾舞剧《爱情的胜利》（義大利語：La vittoria d'Amore）。
蒙特威尔第仍然负责管理圣马尔谷的音乐家。1637年6月9日，他写信向行政长官投诉其中一位歌手：“我，克劳迪奥·蒙特威尔第……谦卑地……向你们陈述，多梅尼卡托·阿尔德加蒂……男低音，昨天早上……在人群最为聚集的时候……一字不差说了这些话……‘音乐总监是混蛋杀人犯养的，是偷东西、操蛋的公山羊……我愿在他和任何保护他的人头上拉屎……’”。
蒙特威尔第在这一时期对歌剧做出了显著贡献。1640年，他修订了早期的歌剧《阿里阿德涅》，并为商业舞台创作了三部新作品，《尤利西斯归国》（1640年，首演于博洛尼亚，由威尼斯歌手演唱），《埃涅阿斯和拉维尼亚的婚礼》（義大利語：Le nozze d'Enea e Lavinia，1641年，现已失传），以及《波佩亞的加冕》（1643年）。《埃涅阿斯和拉维尼亚的婚礼》剧本的引言（作者不详）认为蒙特威尔第应该被认为是戏剧音乐重生的功臣，并说“后世将会怀念他，因为他的作品必将经受时间的考验。”
在他最后一封存世的信（1643年8月20日）中，已经生病的蒙特威尔第仍然希望解决长期争议的曼托瓦养老金问题，并请求威尼斯总督代为干预。1643年11月29日，暂返故里后，蒙特威尔第在威尼斯去世，享年76岁，葬于圣方济会荣耀圣母圣殿。他的儿子马西米利亚诺于1661年去世，弗朗切斯科在1677年后去世。

## 音乐

### 背景：从文艺复兴到巴洛克

格里特·范·洪特霍斯特1623年画作《音乐会》（Het Concert）中描绘的晚期文艺复兴、早期巴洛克音乐家

音乐史学家们一致认为，从15世纪中期到1625年左右的一段时期，用刘易斯·洛克伍德的话说，具有“观点和语言的实质统一”，应被认定为“文艺复兴音乐”时期。音乐文献还将随后的时期（大约1580年到1750年的音乐）定义为“巴洛克音乐”时代。蒙特威尔第的大部分创作则正是发生在这两个时期的交叉期（16世纪末到17世纪初）；他是文艺复兴和巴洛克之间的过渡人物。
在文艺复兴时期，音乐发展成为正式学科，用洛克伍德的话说是“纯粹的关系科学”。到了巴洛克时期，它成为美学表达形式，越来越多地用于陪衬宗教、社交、节日庆典，其中音乐从属于文本，符合柏拉图的理想。16世纪末，器乐伴奏的独唱单声歌曲变得更重要，取代了複音音樂成为戏剧音乐表达的主要手段。可见，蒙特威尔第活跃在一个不断变化的世界。珀西·斯科尔斯在《牛津音乐指南》中这样描述当时的“新音乐”：“[作曲家们]抛弃了牧歌风格的合唱复音音乐，认为它是野蛮的，而改为单声部演唱对话或独白，或多或少模仿语音的抑扬顿挫，并用简单的和弦伴奏人声。短小的合唱段落被穿插其中，但它们也是主音而非复音的。”

### 学徒时期：第一、二册牧歌

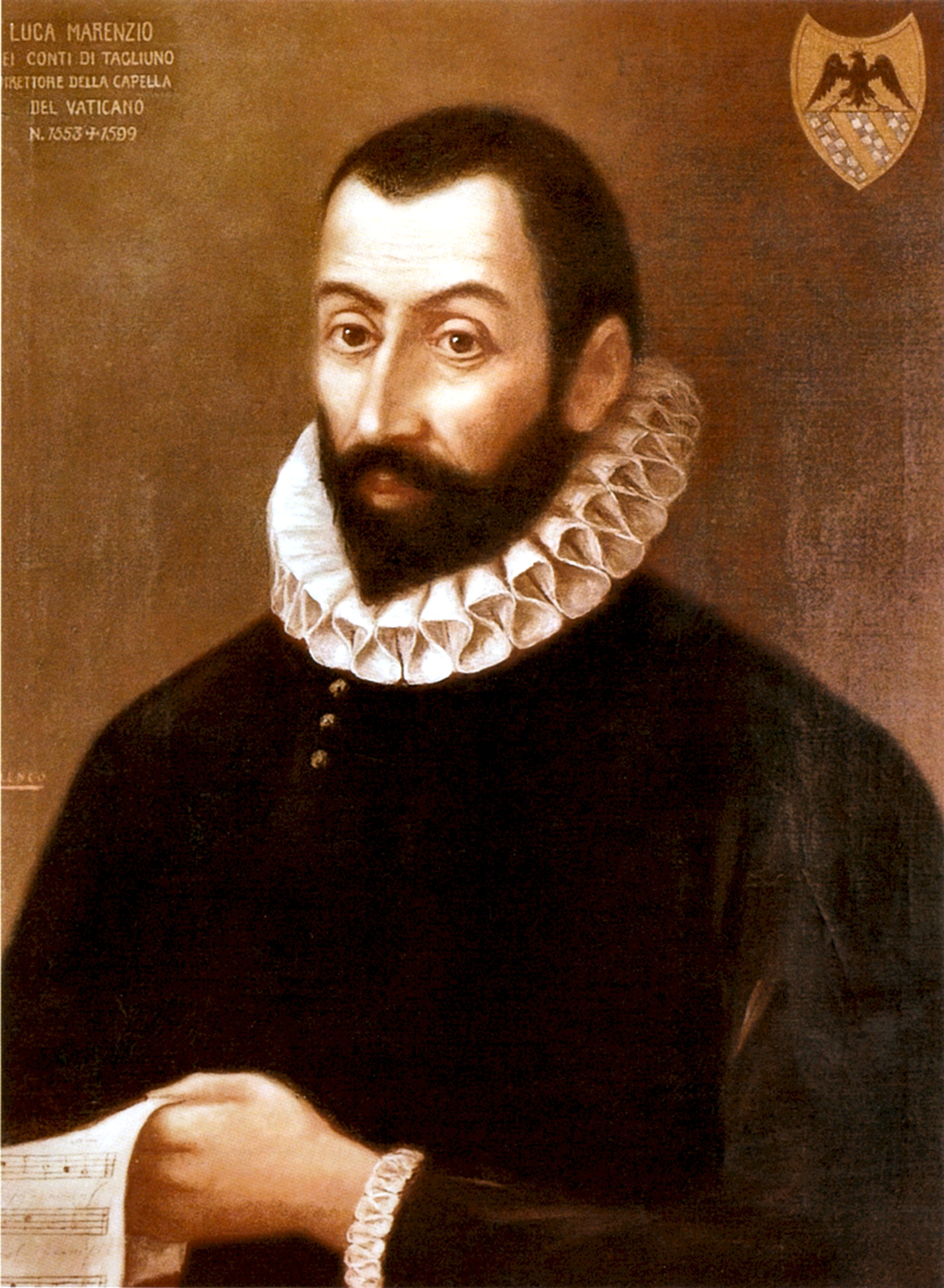
盧卡·馬倫濟歐影响了蒙特威尔第早年的工作

蒙特威尔第的第一位导师马克安东尼奥·因杰涅里是保守音乐声乐风格的大师，这种风格涉及使用半音进行和文字描绘；蒙特威尔第的早期作品植根于这种风格。据阿诺德说，因杰涅里是传统的文艺复兴作曲家，“有点过时”，但蒙特威尔第也研究了更“现代”的作曲家的作品，如盧卡·馬倫濟歐、卢扎斯科·卢扎斯基、贾切斯·德·韦尔特，他从韦尔特那里学会了表达激情的艺术。他是早熟且多产的学生，这从他1582–83年间青年时期的出版物中可以看出。马克·林格写道：“这些青年时期的作品显示出雄心勃勃的抱负，与对当代风格的娴熟掌握相称”，但在这个阶段，它们展现了写作能力，却没有任何引人注目的原创性。杰弗里·丘将其归类为“不是当时最现代的风格”，可以接受但有些过时。丘对1584年的《小歌集》（義大利語：Canzonette）的评价比早期习作要高得多：“这些简短的三声部作品借鉴了马伦济欧的轻快、现代的维拉内拉风格，利用了与文本相关的大量牧歌创作技巧。”
小歌体是当时作曲家经常使用的一种技术练习形式，是蒙特威尔第1587年出版的第一册牧歌的突出元素。在这一册中，俏皮、田园风格的作品再次反映了马伦济欧的风格，而卢扎斯基的影响在蒙特威尔第的不协和音使用中显而易见。第二册（1590年）的第一首模仿马伦济欧风格，文本是同时期诗人托尔夸托·塔索的《尚未破晓》（義大利語：Non si levav' ancor），最后一首则采用颇似当时已故的奇普里亚诺·德·罗雷的古风，文本是50年前的皮埃特羅·本博的《我曾歌唱》（義大利語：Cantai un tempo）。中间的《听，波浪在低语》（義大利語：Ecco mormorar l'onde）深受德·韦尔特的影响，被丘誉为第二册牧歌的伟大杰作。
这些早期作品的共同线索是蒙特威尔第所使用的模仿（拉丁語：imitatio）技巧，这是当时作曲家的一般做法，即使用早期或同时代作曲家的材料作为自己作品的模型。蒙特威尔第在他的学徒时期之后很长一段时间内继续使用这种程序，在一些评论家看来，这一因素削弱了人们对他原创性的认可。

### 1590年–1605年的牧歌：第三、四、五册
蒙特威尔第在曼托瓦的工作的前15年以1592年出版的第三册牧歌和1603年、1605年出版的第四、五册牧歌为标志。在1592年至1603年间，他几乎没有其他作品出版。这期间他创作了多少作品不可知；他在曼托瓦宫廷的诸多职责可能限制了他的创作机会，但他在第四、五册牧歌中出版的几首牧歌是在1590年代创作和首演的，其中一些是阿图西争议的焦点。
第三册牧歌强烈显示了韦尔特越发重要的影响，当时韦尔特担任曼托瓦乐长，是蒙特威尔第的直接上级。这册以两位诗人的文本为主：一是塔索，他的抒情诗在第二册中占据重要地位，但第三册以更史诗、更英雄主义的《耶路撒冷的解放》诗句为主，二是巴蒂斯塔·乔万尼·瓜里尼，他的诗句在蒙特威尔第早期出版作品中偶有出现，但在第三册中占了约一半的内容。韦尔特的影响反映在蒙特威尔第直率现代的方法上，以及他对塔索诗句富有表现力和半音式的音乐处理。关于瓜里尼文本改编的牧歌，丘写道：“这种警句式风格……与当时的诗歌和音乐理想紧密匹配……经常依赖于强烈的、最后的终止进行，无论是否有未解决的不协和音链提供的强化。”丘认为《任你撕碎我心》（義大利語：Stracciami pur il core）是“蒙特威尔第不规则不协和音使用的典型例子”。塔索和瓜里尼都是曼托瓦宫廷的常客；蒙特威尔第与他们的交往以及对他们思想的吸收可能帮助奠定了他自己十年后创作音乐戏剧的方法基础。
进入1590年代后期，蒙特威尔第逐渐接近他之后认定为第二实践的形式。克劳德·V·帕利斯卡认为第四册牧歌中被阿图西抨击的《唉，如果你深爱如此》（義大利語：Ohimè, se tanto amate，写于1600年之前）是蒙特威尔第日渐完善的发明能力的典型例子。在这首牧歌中，蒙特威尔第再次在使用不协和音方面偏离了既定做法，使用一种帕利斯卡称为“échappé”的声乐装饰。帕利斯卡说，蒙特威尔第对这一手法的大胆运用，”宛如一种禁忌的快感“。和第四册牧歌中其他一些作品一样，这首牧歌中诗人的意象至高无上，甚至有时牺牲音乐的一致性。
第四册包括了阿图西反对其“现代主义”的牧歌。然而，奥西将其描述为“牢牢根植于16世纪的多样作品的选集”，在性质上更接近第三册而非第五册。除了塔索和瓜里尼，蒙特威尔第还为里努奇尼、毛里齐奥·莫罗（《是的，我愿意死去》）和里多尔福·阿洛蒂（《明澈宁静的光》）的诗句谱曲。有证据表明他熟悉卡洛·杰苏阿尔多的作品，以及卢扎斯基等费拉拉学派的作曲家；这册牧歌献给了费拉拉音乐社团“无畏学者”（義大利語：Accademici Intrepidi）。
第五册更具前瞻性；例如，蒙特威尔第使用了带通奏低音的协奏风格（这种手法后来成为巴洛克时期的典型特征），并在最后一首作品中加入了一首交响曲（義大利語：sinfonia），当时该词的意思还只是器乐间奏曲。他使用复杂的对位法和大胆的和声，也有时将新音乐的表现手法与传统复音结合在一起。
1608年，阿奎利诺·科皮尼创作的换词歌曲借用了蒙特威尔第第三到五册牧歌中的音乐，但将原歌词替换为了宗教文本。科皮尼在1609年写给朋友的信中评论说，蒙特威尔第的作品“在演奏过程中需要更灵活的休止和小节间的自由速度，时而加快时而放慢......它们具有真正令人惊叹的情绪感染力。”

### 歌剧和宗教音乐：1607年–1612年
在蒙特威尔第在曼托瓦服务的最后五年里，他完成了歌剧《奥菲欧》（1607年）和《阿里阿德涅》（1608年），并创作了大量宗教音乐，包括《古时弥撒》（義大利語：Messa in illo tempore，1610年）以及通常被称为“蒙特威尔第的晚祷”的《圣母晚祷》（1610年）。他还出版了三声部（两名女高音和一名男低音，伴以简单的器乐回旋）作品《音乐谐谑》（義大利語：Scherzi musicali，1607年），这是自1599年以来创作的诗歌谱曲，献给贡扎加的继承人法兰西斯科。鲍尔斯认为，这部作品“反映了王子资源有限；尽管如此，它是最早将声音和乐器以这种特殊方式结合的出版作品。”

#### 《奥菲欧》

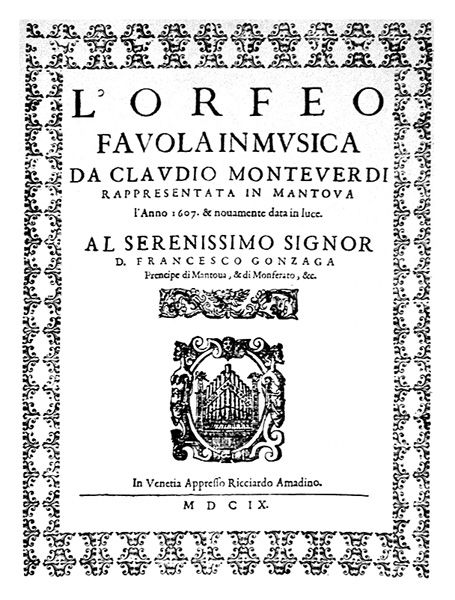
蒙特威尔第歌剧《奧菲歐》1609年威尼斯版的扉页

歌剧以简短的小号托卡塔开始。音乐女神（義大利語：La musica，代表音乐的角色）在弦乐回旋后入场，这一回旋之后反复出现，以代表“音乐的力量”——这是最早的歌剧主导动机之一。第一幕呈现了田园牧歌般的情景，这种欢快的情绪延续到第二幕。欧律狄刻死讯传来后的混乱和悲伤通过刺耳的不协和音和不同调性的并置来体现。第二幕最后安慰人心的回旋结束了这一凄迷的基调。
第三幕由奥菲欧（俄耳甫斯）的咏叹调《强大的灵魂和可怕的神》（義大利語：Possente spirto e formidabil nume）主导，他试图说服卡戎让他进入冥界。蒙特威尔第的声乐装饰与炫技式的伴奏是“早期歌剧中最引人注目的视觉和听觉表现之一”（卡特语）。在第四幕中，普洛塞庇娜为奥菲欧温暖地歌唱，随后奥菲欧致命地“回头看”。简短的最后一幕描绘了奥菲欧的获救和變身，回旋动机最后一次出现，一支活泼的摩尔舞结束全剧，将观众带回现实世界。
蒙特威尔第创新的复音使用贯穿整部歌剧，将规则延伸出帕莱斯特里纳的、普通作曲家遵循的惯例。他将传统16世纪牧歌的元素与新的单音风格结合在一起，在这种风格中，文本主导音乐，交响曲和回旋则描绘动作。

#### 《阿里阿德涅》
这部歌剧的音乐已经失传，只有《阿里阿德涅的悲叹》（義大利語：Lamento d'Arianna）保存了下来，以五声部牧歌的形式于1614年发表在第六册牧歌中；1623年又发表了一个单音版本。在歌剧的背景下，这首悲叹描绘了阿里阿德涅被抛弃后的各种情感反应：悲伤、愤怒、恐惧、自怜、凄凉、无望。整首作品中，愤慨和愤怒不时被温柔打断，最后以一个下行旋律将作品带向宁静的结束。
音乐学家苏珊娜·库西克写道，蒙特威尔第“将悲叹（英語：lament）塑造成声乐室内乐的独特体裁，同时也将其确立为歌剧中的经典场景。这种形式后来成为17世纪威尼斯大型公众歌剧的关键元素，他几乎可以说是定义了这一类型。”库西克观察到蒙特威尔第如何能够在音乐中匹配里努奇尼文本中的“修辞和句法姿态”。开头重复的词“让我死去”（義大利語：Lasciatemi morire）伴随着属七和弦，林格将其描述为“一记难忘的半音式刺痛”。林格认为，这首悲叹定义了蒙特威尔第革新式的创造力，正如《特里斯坦与伊索尔德》的前奏曲和爱之死宣告了瓦格纳在音乐表现力上的新突破。
里努奇尼的完整歌剧剧本流传至今，并在20世纪被英国作曲家亚历山大·格尔重新谱曲（Arianna，1995年），其中包括改编的《阿里阿德涅的悲叹》。

#### 《圣母晚祷》

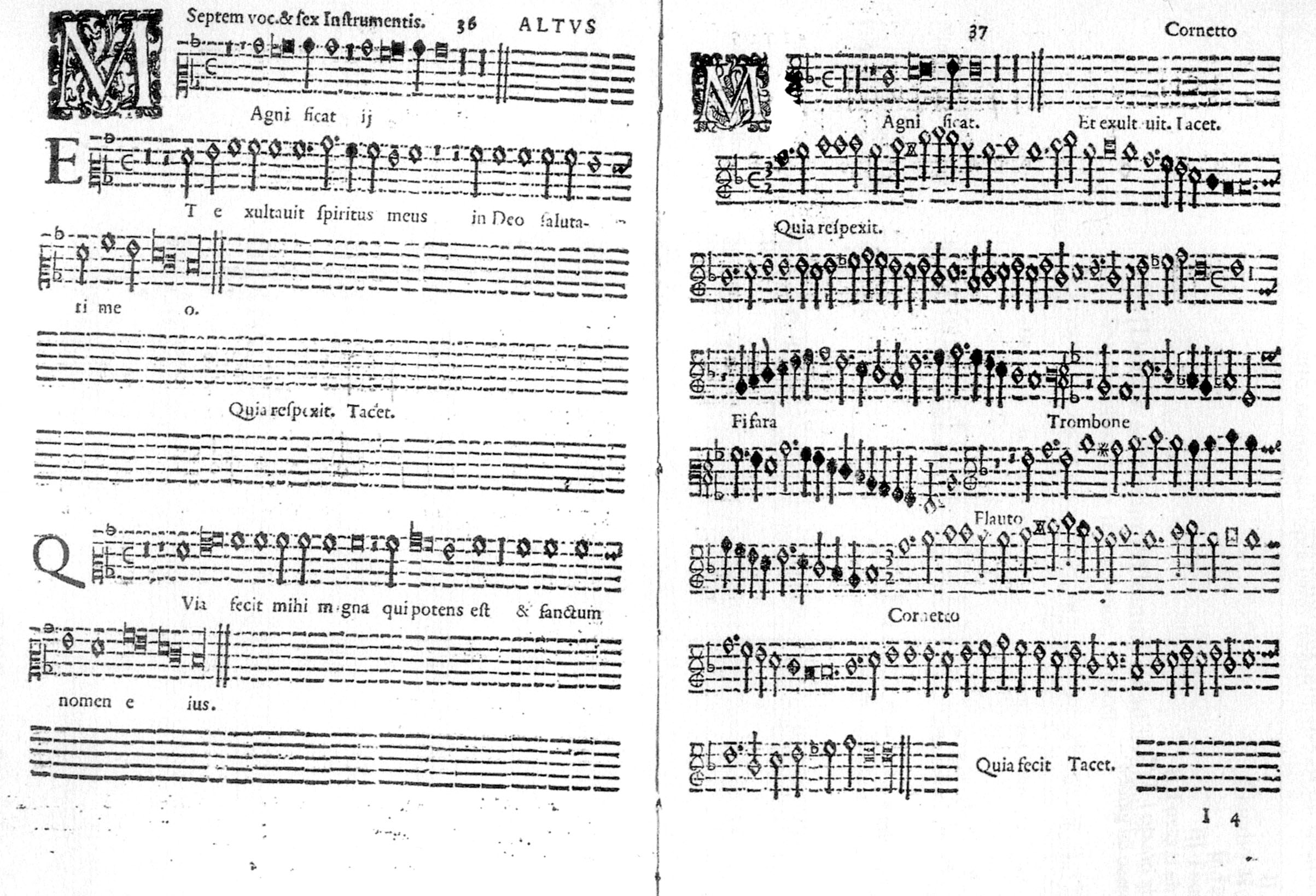
《圣母晚祷》中尊主頌的两页乐谱，左边是中音声部，右边是对应的通奏低音

《圣母晚祷》是蒙特威尔第自1583年的《圣灵牧歌》以来首次出版的宗教音乐，有14个部分：主祷者诵读的短句（拉丁語：intonatio）和会众的应答句（拉丁語：responsorium）作为引言、五首詩篇，穿插五首“神圣协奏曲”（蒙特威尔第的术语）、一首赞美诗和两首尊主頌。整部作品可以在任何圣母瞻礼日被用作晚祷仪式音乐。蒙特威尔第运用了多种音乐风格；传统的特征（如固定旋律、假延音、威尼斯式歌曲）与最新的牧歌风格（回音效果和不协和音链）相结合。其中一些音乐特征类似《奥菲欧》中的器乐和声乐力量。
在这部作品中，“神圣协奏曲”代替了常规晚祷仪式中诗篇之间的轮唱。它们并非传统的仪式音乐，这使一些作者质疑它们是否应该包含在仪式中，或者这是否是蒙特威尔第的意图。在《圣母晚祷》的一些版本中（例如丹尼斯·史蒂文斯的版本），协奏曲被与圣母相关的轮唱取代，但约翰·温纳姆在他对作品的分析中认为，整部作品应被视为单一的仪式和艺术整体。
所有诗篇和尊主颂都基于额我略圣歌，其旋律有限且重复，但蒙特威尔第围绕这些曲调构建了一系列创新的音乐织体。这种协奏风格打破了传统固定旋律歌曲的局限，在《圣玛利亚奏鸣曲》（義大利語：Sonata sopra Sancta Maria）中最为明显，该曲为八种弦乐和管乐器、通奏低音以及女高音独唱声部而作。蒙特威尔第使用了现代节奏、频繁的拍子变化和不断变化的织体；然而，根据约翰·艾略特·加德纳的说法，“尽管其器乐写作充满精湛的技巧，并且显然在音色组合上下了很大功夫”，蒙特威尔第的主要关注点仍是文字和音乐的恰当组合。
《圣母晚祷》的实际音乐成分对曼托瓦来说并不新颖：曼托瓦主教座堂的前唱诗班长洛多维科·格罗西·达·维亚达纳曾使用过协奏风格，而阿尔坎杰洛·克罗蒂在1608年出版的《圣玛利亚》（拉丁語：Sancta Maria）中已经使用了类似《圣玛利亚奏鸣曲》的风格。而丹尼斯·阿诺德写道，正是蒙特威尔第对各种元素的混合使这音乐变得独特。阿诺德补充说，《圣母晚祷》只有在20世纪被重新发现后才获得了名声和普及性；在蒙特威尔第的时代，它们并没有特别受到重视。

### 1614年–1638年的牧歌：第六、七、八册

#### 第六册
在威尼斯的岁月里，蒙特威尔第出版了他的第六（1614年）、第七（1619年）和第八（1638年）册牧歌。第六册包含了作曲家离开曼托瓦之前创作的作品。汉斯·雷德利希将其视为过渡性作品，包含了蒙特威尔第最后几首第一实践风格的牧歌，以及典型的新表现风格的音乐，这种风格在1607-08年的戏剧作品中已有所体现。这册的核心主题是“失去”；最著名的作品即五声部版本的《阿里阿德涅的悲叹》，奥西认为这部作品是“单音宣叙调和对位法之间密切关系的实例教学”。蒙特威尔第在这册中首次为詹巴蒂斯塔·马里诺的诗句谱曲，以及两首彼特拉克的作品，奥西认为这两首是其中最非凡的作品，是“令人惊叹的音乐时刻”。

#### 第七册
在第六册中，蒙特威尔第回溯传统；而在第七册中，他脱离了传统牧歌和单声音乐的概念，转而专注于室内二重唱。也有例外，如两首独唱情书（義大利語：lettere amorose）：《如果我苦思的眼神》（義大利語：Se i languidi miei sguardi）和《如果命运注定》（義大利語：Se pur destina e vole），这两首演唱时需带有表演成分（義大利語：genere rapresentativo）。在二重唱中，丘强调了《唉，我的爱人在哪里，我的心在哪里》（義大利語：Ohimé, dov'è il mio ben, dov'è il mio core），这是一首羅曼尼斯卡，两个高音声部在重复的低音模式上表达不协和音。这册还包含大型合奏作品和芭蕾舞剧《提尔西和克洛丽》。这是蒙特威尔第“马里诺时期”的顶峰；册中六首是根据马里诺的诗句创作的。如卡特所说，蒙特威尔第“以......当时典型的热情，欣然采纳了马里诺笔下牧歌式的亲吻和爱的啃咬”。一些评论家却认为蒙特威尔第的诗歌品味欠佳。

#### 第八册
第八册副标题为”战争与爱情的牧歌“（義大利語：Madrigali guerrieri, et amorosi），结构分为两个对称的部分，即“战争”和“爱情”。每一部分都以一首六声部作品开始，接着是同样大规模的基于彼特拉克文本的作品，然后是一系列二重唱，以男高音为主，最后以戏剧场景和芭蕾结束。“战争”部分包含几首向1637年继承哈布斯堡王位的斐迪南三世致敬的作品。蒙特威尔第熟悉的许多诗人（史特罗齐、里努奇尼、塔索、马里诺、瓜里尼）的作品都在这册中出现。
这册大多数作品很难判断其准确创作时间，但确切的是最后的芭蕾《负心女之舞》是1608年为庆祝贡扎加与萨伏依的婚礼而作。“战争”部分的核心作品《坦克雷迪与克洛琳达之战》于1624年在威尼斯创作并演出；在第八册中出版时，蒙特威尔第明确将其与他的“激昂风格”（義大利語：concitato genera或stile concitato）概念联系起来，这种风格“恰当地模仿战场上勇士的言辞和语调”，并暗示自从他创造了这种风格以来，其他人便开始模仿。这部作品首次使用了弦乐撥奏和弦的指示，以及对号角和其他战场声音的模仿。
评论家安德鲁·克莱门茨将第八册描述为“艺术理念和作曲主张的声明”，其中蒙特威尔第“塑造、扩展了牧歌形式，以适应他的愿景......第八册收集的作品构成了17世纪上半叶最大胆音乐表现力的宝库。”

### 其他威尼斯音乐：1614年–1638年

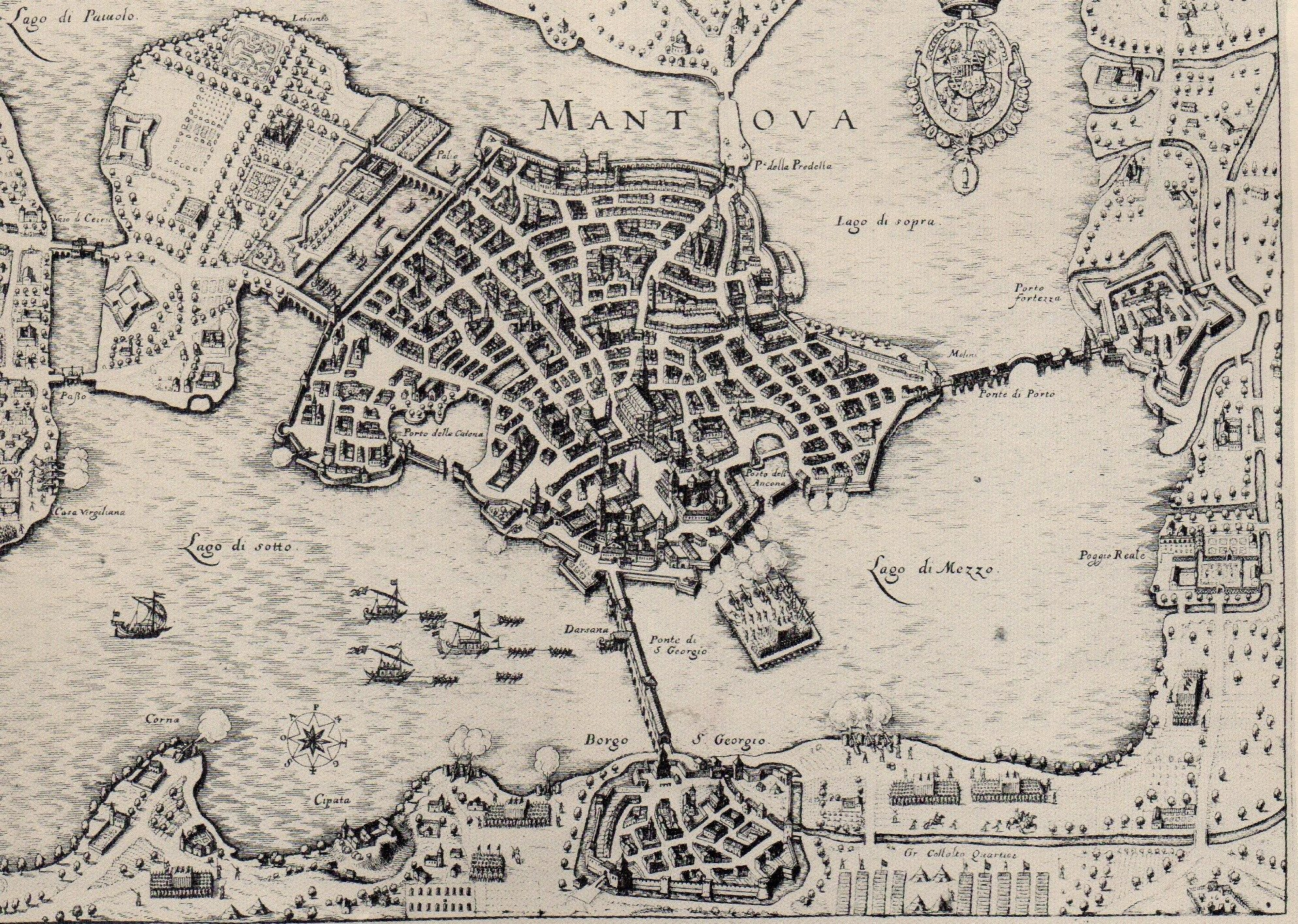
1630年曼托瓦被洗劫

在威尼斯居住期间，蒙特威尔第创作了大量宗教音乐。许多经文歌和其他短小作品被收录在当地出版商如朱利奥·切萨雷·比安基（蒙特威尔第前学生）和洛伦佐·卡尔维的选集中，其他作品则在意大利其他地方和奥地利出版。经文歌的风格范围很广，有简单的带弦乐伴奏的一部曲式咏叹调也有以哈利路亚结尾的大规模宣叙调作品。
蒙特威尔第与曼托瓦宫廷保持着情感和政治上的联系，为其创作（或承诺创作）大量舞台音乐，包括至少四部歌剧。芭蕾舞剧《提尔西和克洛丽》因被收录在第七册牧歌中而得以保存，但其余的曼托瓦戏剧音乐已失传。许多手稿可能在1630年席卷曼托瓦的战争中失踪。根据卡特的说法，这些作品失传最重要的影响是它们本可能为蒙特威尔第早期曼托瓦歌剧和1638年后他在威尼斯创作的歌剧之间提供联系：“没有这些联系……很难连贯地叙述他作为舞台作曲家的发展”。同样，珍妮特·比特遗憾地表示，这30年的空白阻碍了研究其歌剧配器在其关键的早年的发展。
除了牧歌册外，蒙特威尔第在这一时期唯一出版的作品集是1632年的《音乐谐谑》。不知为何，作曲家的名字没有出现在题词上，献词由威尼斯印刷商巴尔托洛梅奥·马尼签名；卡特推测，刚刚被任命为神职人员的蒙特威尔第可能希望与这一世俗作品集保持距离。它混合了独唱声部的一部曲式通奏低音歌曲和更复杂的、在重复的低音模式上采用持续变奏的作品。丘认为男高音二重唱恰空《西风回来了，带着甜美的韵律》（義大利語：Zefiro torna e di soavi accenti）是其中最出色的作品：“这首曲子的大部分由重复的低音模式组成，这确保了简单的调性统一，被框定为G大调简单终止式：在这些重复之上，富有创意的变奏在炫技乐段中徐徐展开。”

### 晚期歌剧和最后的作品

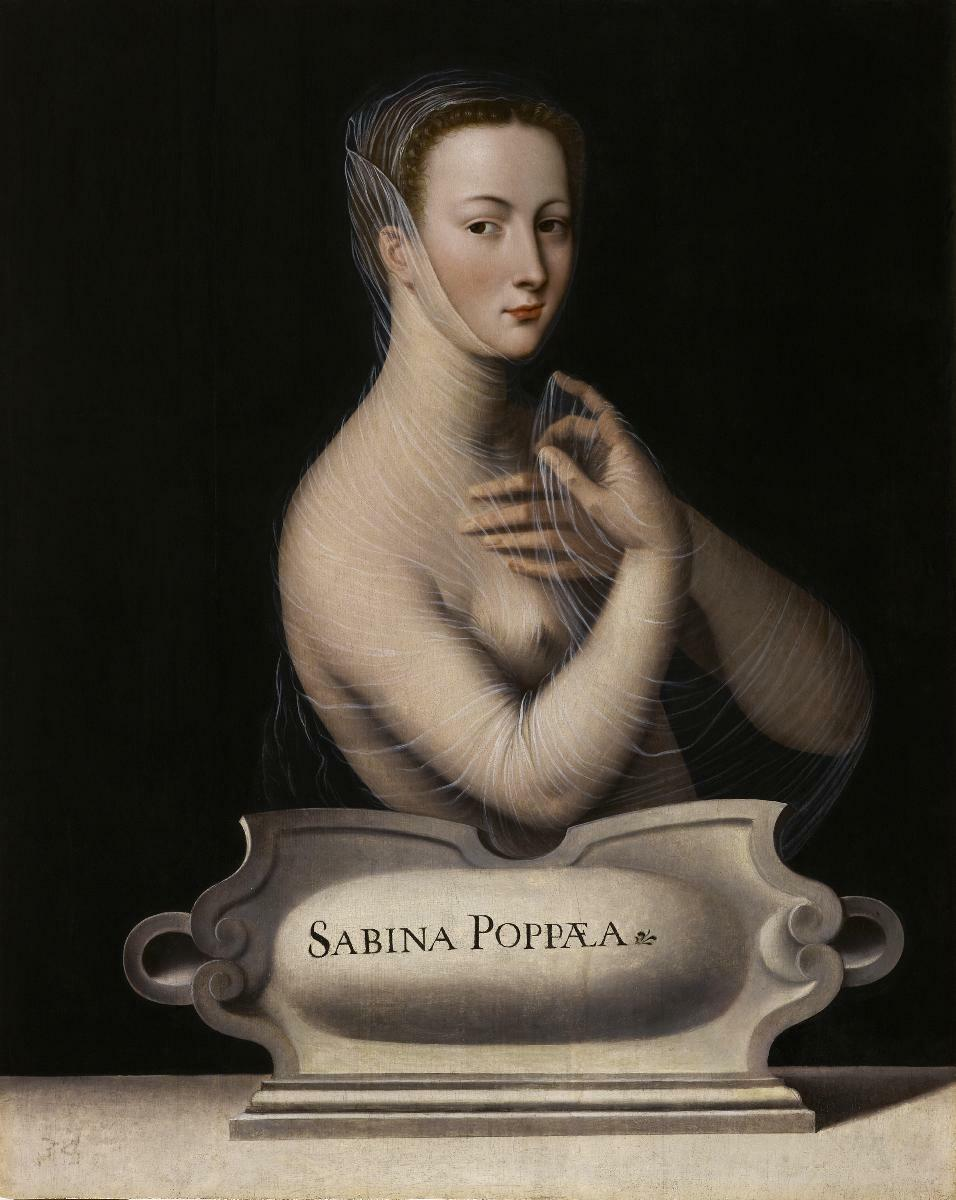
16世纪画作描绘的波佩亚

蒙特威尔第生命的最后几年主要致力于威尼斯舞台的歌剧创作。理查德·塔鲁斯金的《牛津西方音乐史》中讨论这一主题的章节名为“歌剧：从蒙特威尔第到蒙特威尔第”。这个说法最初由意大利音乐历史学家尼诺·皮罗塔幽默地提出，但被塔鲁斯金认真解读，意思是蒙特威尔第在很大程度上促成了歌剧从贵族私人娱乐（如1607年的《奥菲欧》）转变为主要商业艺术形式（如1643年的《波佩亞的加冕》）。阿诺德认为，他这一时期保存下来的两部歌剧作品《尤利西斯归国》和《波佩亚的加冕》是第一批“现代”歌剧；埃伦·罗桑德认为《尤利西斯归国》是第一部脱离“神话田园剧”范畴的威尼斯歌剧。然而，大卫·约翰逊在《北美评论》中警告观众不要以为这些歌剧已经和莫扎特、威尔第或普契尼听上去相像：“你必须让自己适应更慢的节奏、更纯洁的旋律概念，适应这种刚开始像干燥的朗诵、只有在反复聆听后才开始呈现出非凡感染力的声乐风格。”
卡特说，《尤利西斯归国》明显受到蒙特威尔第早期作品的影响。第一幕中佩涅洛佩的悲叹与阿里阿德涅的悲叹在风格上相像，而军事相关片段则让人想起《坦克雷迪与克洛琳达之战》。激昂风格在战斗场景和杀死佩涅洛佩追求者的场景中很明显。在《波佩亚的加冕》中，蒙特威尔第用特定音乐手法表现情绪和情境：三拍子代表爱情；琶音展示冲突；激昂风格代表愤怒。关于现存的《波佩亚的加冕》有多少是蒙特威尔第的原作，多少是他人的作品（例如，有弗朗切斯科·卡瓦利的作曲痕迹），仍然存在争议。
1641年的《道德与圣灵之森》和1650年死后出版的《弥撒与诗篇》（義大利語：Messa et salmi，由卡瓦利编辑）是蒙特威尔第在圣马尔谷30年任期内创作的宗教音乐的选集——很可能还创作了更多但未出版。《道德与圣灵之森》卷首是一系列以道德为主题的文本改编的牧歌，探讨诸如“爱情、世俗地位、成就，甚至存在本身的短暂”等主题。之后是一首保守风格（義大利語：stile antico）的弥撒曲，其高潮是一段大型七声部榮歸主頌。学者认为这可能是为庆祝1631年瘟疫结束而创作的。卷中其余部分由众多诗篇的改编、两首尊主颂和三首又聖母經组成。《弥撒与诗篇》包括一首四声部的保守风格弥撒曲、一首诗篇122改编的复音歌曲，以及一首圣母祷文，最初于1620年出版。
第九册牧歌在蒙特威尔第死后于1651年出版，是可追溯到1630年代早期的杂集，一些作品是之前出版作品的重复，如广受欢迎的1638年二重唱《愿大海平静》（義大利語：O sia tranquillo il mare）。这册包括女高音三重唱《今天微风多么甜美啊》（義大利語：Come dolce oggi l'auretta），这是1630年失传歌剧《被掳的普洛塞庇娜》唯一存留的音乐。

## 历史视角
蒙特威尔第在世时，他在音乐家和公众中享有相当高的地位。这从他的葬礼规模可见一斑：“在小方济会修士教堂里，一座庄严如王室般的灵柩台被搭建起来。整个台架虽披挂着哀悼的黑色，却被无数蜡烛环绕，使得教堂宛如繁星点缀的夜空，光芒璀璨。”这种荣耀是短暂的；卡特写道，在蒙特威尔第的时代，音乐很少能超越其初次演出的环境而存续，很快就与其创作者一起被遗忘。由此，蒙特威尔第的境遇已经比大多数人要好。在他去世后的十年里，他的歌剧作品在几座城市重新上演；根据塞韦罗·博尼尼1651年的记载，意大利每户从事音乐的家庭都拥有一份《阿里阿德涅的悲叹》的乐谱。
德国作曲家海因里希·许茨在蒙特威尔第到达威尼斯之前不久曾在那里师从乔万尼·加布里埃利学习，他拥有一份《坦克雷迪与克洛琳达之战》的副本，自己作曲时也采用了激昂风格的元素。阿诺德认为，在1628-29年间第二次访问威尼斯时，许茨吸收了通奏低音和词曲配合的表现力概念，但他认为年轻一代威尼斯作曲家的风格对许茨的影响更直接，包括格兰迪和乔瓦尼·罗韦塔（后来在圣马尔谷继任蒙特威尔第）。许茨于1629年在威尼斯出版了第一册基于圣经文本的《神圣交响曲》，采用了第二实践风格。他于1647年在德累斯顿出版的第二册《神圣交响曲》中的《愿神兴起》（德語：Es steh Gott auf，诗篇68）则直接引用蒙特威尔第的音乐。
1650年代之后，蒙特威尔第的名字很快从记载中消失，他的音乐普遍被遗忘，除了悲叹体裁的开山作《阿里阿德涅的悲叹》，这一体裁一直延续到18世纪。

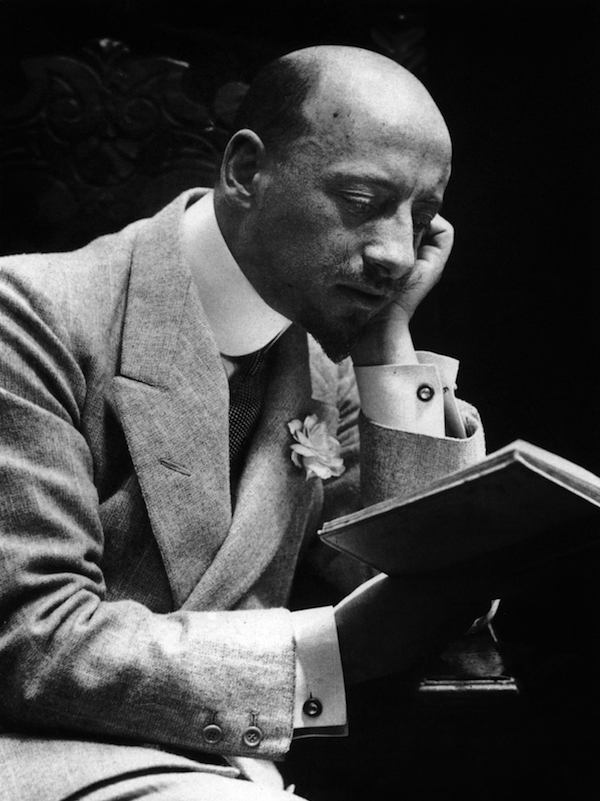
作家加布里埃尔·邓南遮是20世纪早期的蒙特威尔第仰慕者

18–19世纪之交，德国和意大利的音乐学者重新燃起了对蒙特威尔第的兴趣，尽管仍然只是出于历史学研究的兴趣。1881年，罗伯特·艾特纳出版了《奥菲欧》的缩略版乐谱，由此更多人开始对他的音乐本身感兴趣。大约这时，库尔特·福格尔将牧歌的原始手稿誊写为乐谱，但在1888年发现《波佩亚的加冕》手稿和1904年发现《尤利西斯归国》手稿后，人们对歌剧表现出更学术的兴趣。三部歌剧（主要通过樊尚·丹第的努力）在第二次世界大战前以各异的形式被搬上舞台：1911年5月的《奥菲欧》，1913年2月的《波佩亚的加冕》和1925年5月的《尤利西斯归国》。
意大利民族主义诗人加布里埃尔·邓南遮赞美蒙特威尔第，并在他1900年的小说《火》中写道：“神圣的克劳迪奥……英雄的灵魂，纯粹意大利的本质！”他将蒙特威尔第视为意大利抒情音乐的真正奠基人，这一观点被曾与贝尼托·墨索里尼政权合作的音乐家采纳，包括吉安·弗朗切斯科·马利皮耶罗、路易吉·达拉皮科拉、马里奥·拉布罗卡，拉布罗卡将蒙特威尔第与理查德·施特劳斯、克洛德·德彪西和伊戈尔·斯特拉文斯基的“颓废”音乐相对。
在二战后的几年里，他的歌剧开始在主要歌剧院上演，最终进入标准剧目。蒙特威尔第宗教音乐的复兴花了更长时间；天主教會在19世纪重新上演了文艺复兴音乐，而他的作品（不像帕莱斯特里纳）却被忽视，卡特提出这也许是因为蒙特威尔第仍主要被视为世俗作曲家。《圣母晚祷》直到1932年才以现代版本出版，两年后雷德利希的修订版问世。《道德与圣灵之森》和《弥撒与诗篇》的现代版本分别于1940年和1942年出版。

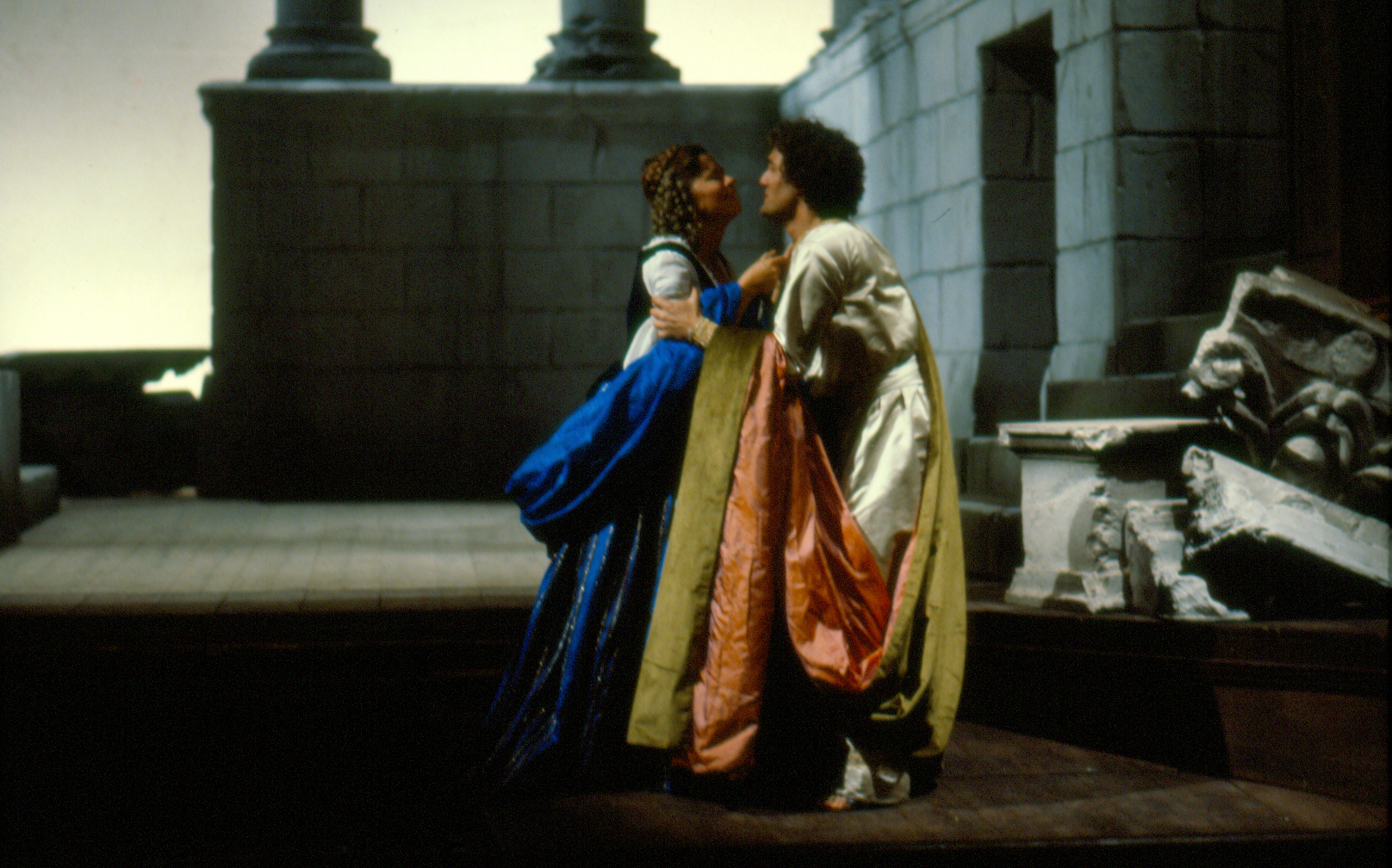
1979年斯波莱托上演的《波佩亚的加冕》

20世纪下半叶，公众对蒙特威尔第音乐的兴趣加速增长，在1970年代普遍的早期音乐复兴中达到高潮，在此期间，重点越来越多地转向使用古乐器的历史“真实”表演。据《留声机》杂志记录，1976年至2011年间发行了超过30份《圣母晚祷》的录音，1971年至2013年间发行了27份《坦克雷迪与克洛琳达之战》的录音。蒙特威尔第得以流传的歌剧现今定期演出；据Operabase网站记录，2011–16年乐季全球上演的149份歌剧制作、555场演出中，蒙特威尔第在所有作曲家中排名第30位，在意大利歌剧作曲家中排名第八位。1985年，曼弗雷德·H·施塔特库斯出版了蒙特威尔第作品索引，即施塔特库斯目录（德語：Stattkus-Verzeichnis，2006年修订），给每部作品一个“SV”编号，用于编目和参考。
现代评论家赞誉蒙特威尔第为“文艺复兴晚期和巴洛克早期意大利最重要的作曲家”；“西方音乐历史上的主要作曲家之一”；他也经常被称为第一位伟大的歌剧作曲家。这些评价仅反映了当代视角；在他去世后长达两个多世纪期间，基本没有后世作曲家了解他的作品。正如雷德利希和其他人所指出的，正是20、21世纪的作曲家重新发现了蒙特威尔第，并试图将他的音乐作为自己创作的基础。可能正如丘提出的，他们被蒙特威尔第作为“现代者、规则打破者、反对古人和那些遵从古代权威的人者”的声誉所吸引——但本质上，他是实用主义者，“表现出只能被描述为机会主义和折衷主义的意愿，为达到目的使用任何手头可用的东西“。在1633年10月16日的一封信中，蒙特威尔第似乎认可了自己“现代者”的声誉：“我宁愿因新风格获得些许赞誉，也不愿因平庸而备受推崇。”然而，丘在他的最终总结中认为，从历史角度看，蒙特威尔第采取了双向态度：愿意使用现代技巧，但同时维护自己作为古风作曲大师的地位。因此，丘说，“他的成就既是回顾性的，又是进步的”。蒙特威尔第代表了文艺复兴晚期音乐，同时总结了早期巴洛克的许多特征。“他成就的深远之处在于：以一种契合戏剧和室内音乐的方式在音乐中有效地投射人类情感。”